# John E. Mack
Pour les articles homonymes, voir Mack.
John Edward Mack, M.D. (4 octobre 1929–27 septembre 2004) est un psychiatre américain, écrivain et professeur à la Harvard Medical School. Il a reçu le prix Pulitzer en tant que biographe et a fait autorité en matière d'étude des récits d'enlèvement par les extraterrestres (en anglais : abductions) ainsi que leurs effets sur le psychisme.

## Biographie

### Formation
Né à New York, Mack obtient son Medical Degree de la Harvard Medical School (Mention honorifique « Cum Laude » en 1955) après des études à Oberlin (membre du Phi Beta Kappa en 1951). Il est diplômé de la Boston Psychoanalytic Society and Institute et obtient une certification en psychanalyse de l'enfant et de l'adulte.

### Carrière
Il fonde à la fin des années 1960 le département de psychiatrie au Cambridge Hospital de Harvard. En 1972, il devient professeur titulaire de psychatrie à l'université de Harvard.
La thématique dominante de l'œuvre de sa vie est l'exploration de la façon dont notre perception du monde affecte nos relations. Il a traité de cette question de conception du monde au niveau individuel dans ses premières explorations cliniques des rêves, des cauchemars et du suicide des adolescents, ainsi que dans A Prince of Our Disorder, son étude biographique de la vie de l'officier britannique Lawrence d'Arabie, pour laquelle il a reçu le Prix Pulitzer de la Biographie ou Autobiographie en 1977. En 1982, il fonde avec des collègues le JEMI (John E Mack Institute, le Centre pour la Psychologie et les Changements Sociaux de Cambridge). Laurance Rockefeller finance le Mack's Center de 1993 à 1995, avec 250 000 dollars par an. Mack étudie la respiration holotropique, une technique de méditation développée par Stanislav Grof.

#### Étude des récits d'enlèvement
Mack s'est particulièrement intéressé aux récits de personnes déclarant avoir été abductés par des extraterrestres. Il constate que ces gens sont sincères et ne sont pas sujets aux hallucinations. Certains de ces cas sont rapportés par Mack dans son livre Abduction, publié en 1994.
Après une interview non datée, où le Dr Jeffrey Mishlove mentionne le fait que Mack semble « enclin à prendre ces rapports [d'abduction] au pied de la lettre », Mack répond : « Je ne dirais pas au pied de la lettre. Je les prends au sérieux. Je n'ai pas de manière d'en rendre compte », 
et précise : 
« Je ne dirais jamais, oui, il y a des extraterrestres qui enlèvent les gens. [Mais] je dirais qu'il y a là un puissant phénomène incontestable dont je ne peux rendre compte d'une autre manière, c'est mystérieux. Encore que je ne peux savoir ce que c'est, mais il me semble que cela invite à une enquête plus profonde, allant plus loin. ».
"... Les enlèvements s'apparentent à une expérience psychologique et spirituelle qui se produit et trouve peut-être son origine dans une autre dimension. Ce sont donc des phénomènes qui nous ouvrent, ou du moins nous obligent à être ouverts à des réalités qui n'appartiennent pas uniquement à notre monde physique".

#### Enquête universitaire
En 1994, irrité par l'orientation des travaux de Mack et estimant qu'il ne respecte pas les normes d'investigation de l'université, le doyen de la Harvard Medical School constitue une commission d'éthique pour évaluer la validité de ses recherches. « C'était la première fois dans l'histoire d'Harvard qu'un professeur titulaire faisait l'objet d'une telle enquête. ». Mack a décrit l'enquête comme « kafkaïenne » du fait qu'il ne connut jamais vraiment le statut de l'enquête en cours et que la nature des reproches de ses critiques changeait fréquemment, car la plupart de leurs accusations contre lui s'avéraient sans fondement lorsqu'elles étaient examinées de près. Mack a reçu l'aide juridique de Roderick MacLeish et de Daniel Sheehan, ainsi que le soutien de Laurance Rockefeller.
Après quatorze mois d'enquête, un nombre grandissant de questions émanant de la communauté universitaire (y compris le professeur de Droit d'Harvard Alan Dershowitz) concernant la validité de l'enquête d'Harvard au sujet d'un professeur titulaire qui n'était pas soupçonné de violations éthiques ou de mauvaise conduite professionnelle, Harvard publie alors un communiqué précisant que le doyen a « réaffirmé la liberté académique du Dr Mack d'étudier ce qu'il souhaite et de faire état de ses opinions sans obstacle » et conclut que « le Dr Mack demeure un membre de bonne réputation de la Harvard Faculty of Medicine. » (Mack a été censuré pour des erreurs méthodologiques)[réf. nécessaire].

### Décès
Le 27 septembre 2004, alors à Londres pour faire une conférence auprès de la T. E. Lawrence Society, Mack est tué par un chauffeur ivre roulant vers l'ouest sur Totteridge Lane, dans le district de Barnet. Il rentrait chez lui, à pied, d'un dîner avec des amis lorsqu'il est heurté à 23 h 55, près du croisement de Totteridge Lane et de Longland Drive. Il perd conscience sur les lieux de l'accident et il est déclaré mort peu de temps après. Arrêté, le conducteur plaide coupable du chef d'accusation de conduite en état d'ivresse. La famille de Mack demanda l'indulgence pour le suspect dans une lettre adressée à la Cour de Wood Green. « Bien que ce fut un événement tragique pour notre famille », dit la lettre, « nous avons le sentiment que le comportement [de l'accusé] n'était ni malveillant ni délibéré, et nous n'éprouvons aucun ressentiment à son égard depuis que nous avons appris les circonstances de la collision. ».

## Dans la culture populaire
- Son portrait a été réalisé par le dessinateur Roz Chast dans une bande dessinée de quatre pages, Aliens, Ahoy!, publiée dans le magazine DoubleTake, numéro de l'hiver 1999[9].
- Il apparaît comme un personnage dans le recueil de poésie de William Baer, The Unfortunates (1997)[9].
- Il est interviewé pour le film documentaire à propos du Dalaï Lama, Dalai Lama Renaissance[10], où il parle de ses conversations avec le Dalaï Lama au sujet des extraterrestres[11], mais l'interview n'a pas été incluse dans l'édition finale du film.
- Certains suspectent qu'il est le docteur dépeint sous les traits du Dr Abigail Emily Tyler, Ph.D., dans le film de 2009 Phénomènes paranormaux. Dans son livre, Abduction, Mack se réfère en effet aux hiboux d'une manière similaire à celle du film.
- Dans la série française Profilage, John Mack est cité par Chloé dans l'épisode OVNI (épisode 8 de la saison 6)
- John Mack a été conseiller technique pour le film Intruders.

### Œuvres
- (en) Mack, John E., Nightmares and Human Conflict, Boston, Little, Brown, 1970, 1re éd. (ISBN 978-0-7000-0188-0, LCCN 74112010)
- (en) Mack, John E., Borderline States In Psychiatry, New York, Grune & Stratton, 1975 (ISBN 978-0-8089-0878-4, LCCN 75014406)
- (en) Mack, John E., A Prince of Our Disorder : the life of T. E. Lawrence, Boston, Little, Brown, 1976, 1re éd. (ISBN 978-0-316-54232-6, LCCN 75022481)
- (en) Matheson, Terry Matheson, Alien Abduction : Creating A Modern Phenomenon, Amherst, Prometheus Books, 1998 (ISBN 978-1-57392-244-9, LCCN 98030816)
- Mack, John. E.: Passport to the Cosmos: Human Transformation and Alien Encounters, 1999.

### Biographie
- Ralph Blumenthal, The Believer: Alien Encounters, Hard Science, and the Passion of John Mack Hardcover, mars 2021.